# Holotrichia notaticollis
Holotrichia notaticollis är en skalbaggsart som beskrevs av Moser 1913. Holotrichia notaticollis ingår i släktet Holotrichia och familjen Melolonthidae. Inga underarter finns listade i Catalogue of Life.